# Station Klonowo koło Lidzbarka
Station Klonowo koło Lidzbarka was een spoorwegstation in de Poolse plaats Klonowo.